# Nordische Kurzschwanzschafe

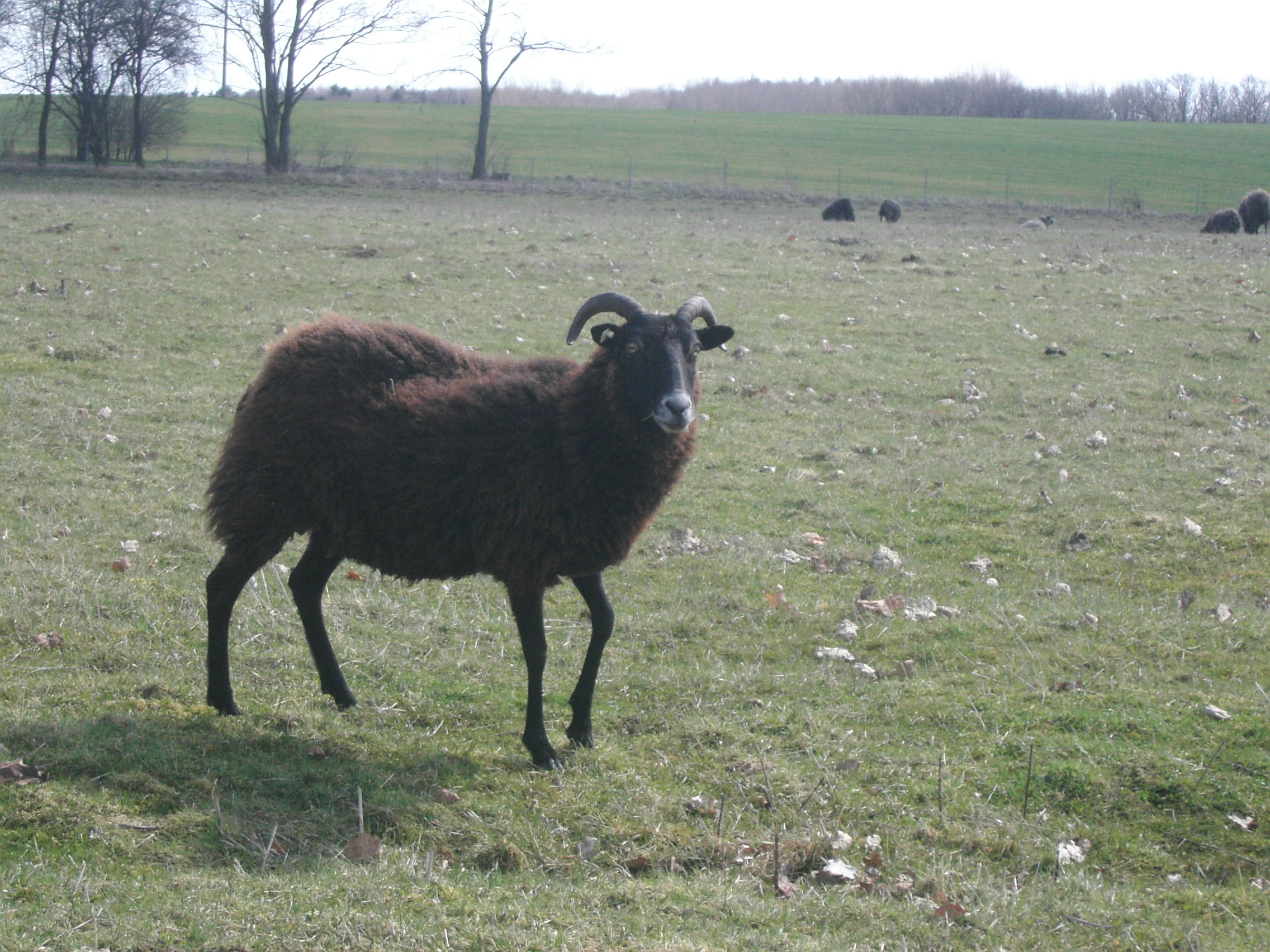
Guteschaf

Zu den Nordischen Kurzschwanzschafen zählen eine ganze Reihe von Landschafrassen aus Nordeuropa.
Sie stellen die ursprünglich im Gebiet vorkommenden Schafe dar, haben heute jedoch an Bedeutung verloren und wurden meist von modernen Schafrassen mit größerer Fleischleistung oder feinerer Wolle verdrängt.

## Merkmale
Es sind meist relativ kleine Tiere mit leichtem Körperbau. Viele Rassen sind behornt und haben einen unbewollten Kopf und Beine. Augenscheinlichstes Merkmal sind die kurzen unbewollten Schwänze, damit unterscheiden sie sich von den langschwänzigen Schafen, die besonders in Europa vorkommen und den Fettschwanzschafen, die eine eher asiatische Verbreitung haben.
Die Wolle besteht bei den meisten Rassen aus Deckhaaren und Unterwolle. Die langen groben Deckhaare sind wasserabweisend und halten die Unterwolle trocken, diese ist feiner und dient der Wärmeisolation. Im Gegensatz zu den meisten Wirtschaftsrassen, die die von der Wollindustrie gewünschten einfarbigen Vliese haben (weiß, schwarz, braun), gibt es bei den meisten Rassen der nordischen Kurzschwanzschafe eine große Vielfalt an Farben und Mustern sowie Scheckung. Die verschiedenen Muster werden je nach Region unterschiedlich bezeichnet, häufig mit alten nordischen Begriffen (golsótt, katmoget, yuglet ...) Bei den meisten Rassen sind die Böcke behornt, wohingegen die Auen der meisten Rassen unbehornt sind, Ausnahme z. B. Guteschaf, Heidschnucke und Islandschaf.
Kurzschwanzschafe sind, bis auf wenige Ausnahmen meist regionale Landrassen, die kaum planmäßig züchterisch bearbeitet wurden. Alle sind gut an das Klima ihrer Ursprungsgebiete angepasst, robust und genügsam.

## Verbreitung und Nutzung
Schafe dieses Typs gibt es von Grönland und Island über Großbritannien und Skandinavien bis hin zum Ural. Die südliche Verbreitungsgrenze verläuft ungefähr vom Ärmelkanal über die Ostsee zum Ural, eine Ausnahme sind die polnischen Heideschafe (Wrzosówka) und die Heidschnucken.
Ursprünglich wohl meist in Zweinutzung für Wolle und Fleisch gehalten liegt die Bedeutung, auf Grund ihrer robusten Natur und Genügsamkeit heute jedoch in der Landschaftspflege und in der extensiven Landwirtschaft.
Einige Rassen zum Beispiel das Guteschaf werden auch zur Fleischnutzung gehalten, dabei werden Kreuzungstiere erzeugt, die ein deutlich höheres Schlachtgewicht erlangen als dies reine Guteschafe tun. Einige Rassen werden auch wegen ihrer Wolle (Finnschaf) oder zur Einkreuzung in andere Schafrassen, wegen ihrer positiven Geburtseigenschaften (Romanov), kommerziell genutzt.
In Karelien und Russland werden sie jedoch auch noch zur Selbstversorgung gehalten.
Die kommerziell wichtigsten Rassen sind Heidschnucken, Isländer, Finnschafe und Romanovschafe.

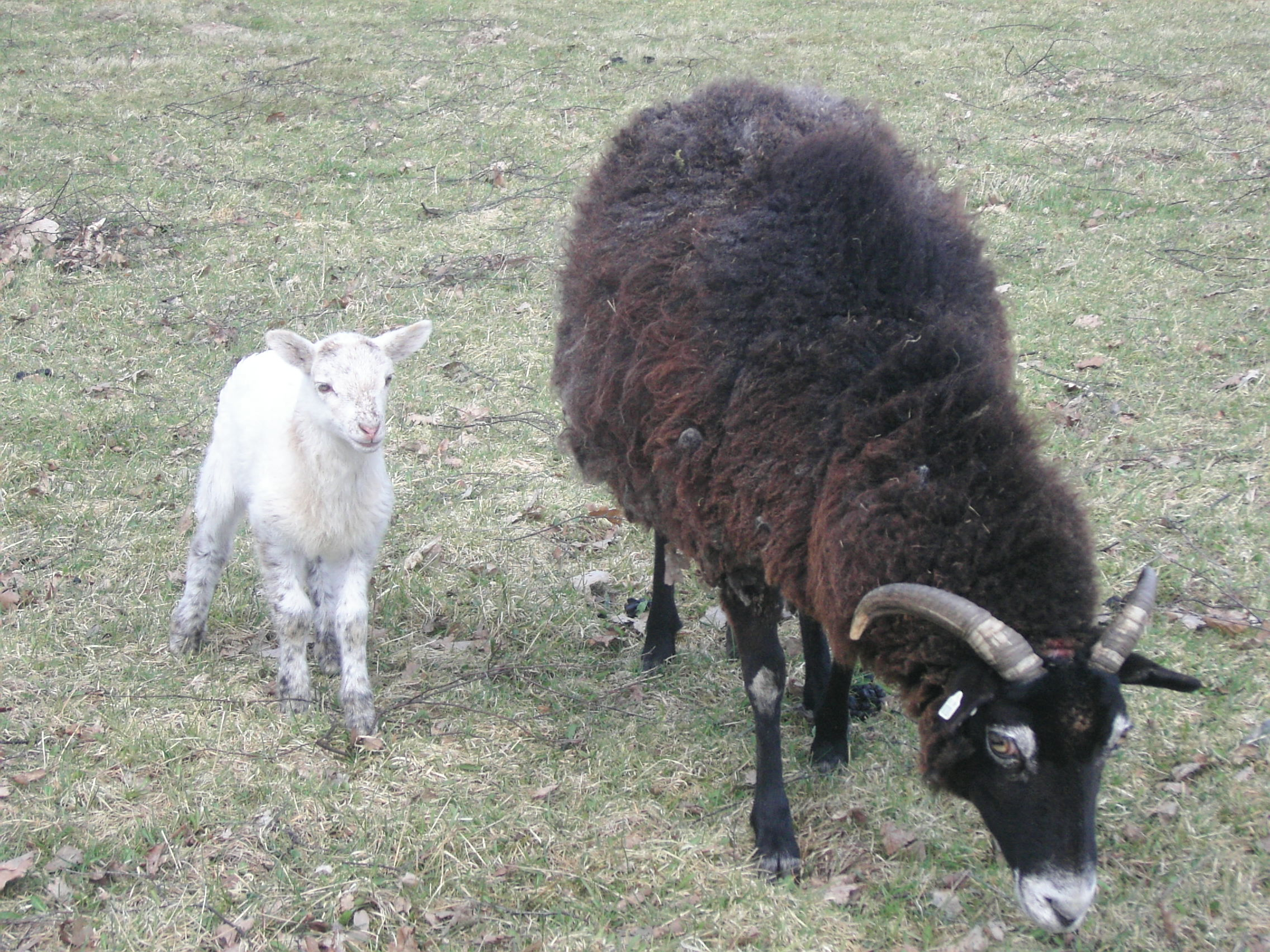
Guteschaf mit Merinomischlingslamm

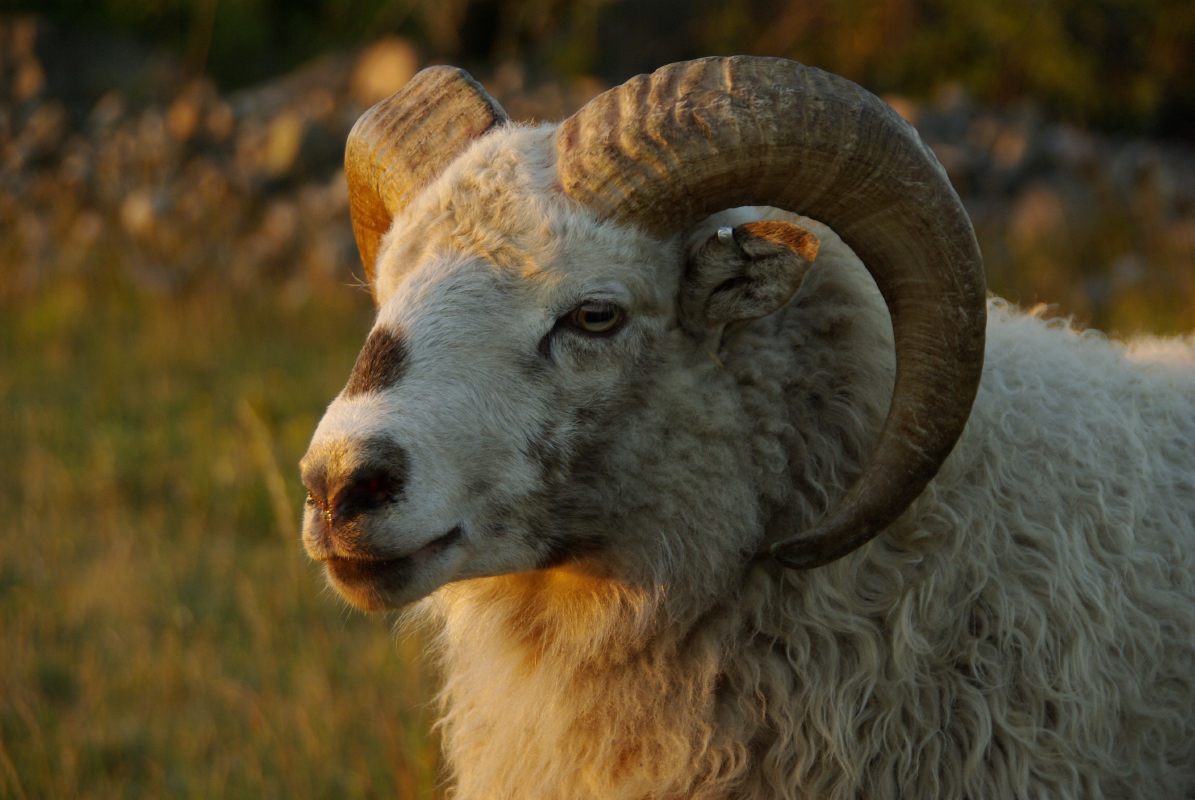
Värmlandschafbock

## Rassen
Zu den nordeuropäischen Kurzschwanzschafrassen zählen in
Frankreich
- Ouessant

Deutschland
- Graue gehörnte Heidschnucke
- Weiße gehörnte Heidschnucke
- Weiße hornlose Heidschnucke (Moorschnucken)
- Skudden

Skandinavien
- Grönlandschafe
- Islandschaf
- Forystufé
- Färöerschafe
- Spaelsau (Spælsau)
- Norwegisches Wildschaf (Villsau)
- Guteschafe (Gutefår)
- Gotlandschafe (Gotlandsfår)
- Dalapelzschafe (Dalapälsfår)
- Gestrikeschafe (Gestrikefår)
- Helsingeschafe (Helsingefår)
- Klövsjöschafe (Klövsjöfår)
- Roslagsschafe (Roslagsfår)
- Svärdsjöschafe (Svärdsjöfår)
- Värmlandschafe (Värmlandsfår)
- Åsenschafe (Åsenfår)
- Ryaschafe (Ryafår)
- Schwedisches Waldschafe (Skogsfår)
- Ålandschafe (Alandsfår)
- Finnschafe
- Graue Finnschafe

Russland
- Romanovschafe,
- Vienaschafe (Russian Viena sheep)

Großbritannien
- Borerayschafe
- Castlmilk Moorit
- Hebridian
- Manx Loaghtan
- North Ronaldsay
- Shetlandschafe

Polen
- Wrzosówka (polnisches Heideschaf),

Baltikum
- Estnische Ruhnuschafe,
- Lithuanian coarse wool sheep (eine Linie)